# Charmoy (Yonne)
Charmoy település Franciaországban, Yonne megyében. Lakosainak száma 1108 fő (2022. január 1.). Charmoy Laroche-Saint-Cydroine, Bassou, Cheny, Épineau-les-Voves, Migennes és Valravillon községekkel határos.

## Népesség
A település népességének változása:
| Lakosok száma | 1166 | 1152 | 1175 | 1150 | 1152 | 1130 | 1109 | 1104 | 1108 |
|               | 2013 | 2015 | 2016 | 2017 | 2018 | 2019 | 2020 | 2021 | 2022 |